# パウロ・セルジオ・ローザ
ヴィオラ（Viola）ことパウロ・セルジオ・ローザ（Paulo Sérgio Rosa、1969年1月1日 - ）は、ブラジル出身の元同国代表サッカー選手。
ブラジル代表で8試合に出場し、1994 FIFAワールドカップにも出場した他、1998年にサントスFCでブラジル全国選手権セリエA得点王も獲得した、往年の名選手。

## 経歴
国内外で25のクラブを渡り歩いて561試合220得点を記録し、1994 FIFAワールドカップでは決勝戦の延長でジーニョとの交代でピッチに立ち、1995-96シーズンにはバレンシアCFに移籍して30試合出場、1998-99シーズンはサントスFCで21得点を記録して得点王に輝くなど、輝かしいキャリアを送った。2016年に現役を引退した。

## 代表歴

### 出場大会
- ブラジル代表
  - 1994 FIFAワールドカップ (優勝)

### 試合数
- 国際Aマッチ 8試合 2得点（1993年-1995年）[1]

| ブラジル代表 | 国際Aマッチ | 国際Aマッチ |
| 年           | 出場        | 得点        |
| ------------ | ----------- | ----------- |
| 1993         | 2           | 0           |
| 1994         | 5           | 2           |
| 1995         | 1           | 0           |
| 通算         | 8           | 2           |

## タイトル

### クラブ
コリンチャンス
- カンピオナート・パウリスタ : 1988, 1995
- コパ・ド・ブラジル : 1995

サントス
- コパCONMEBOL : 1998

ヴァスコ・ダ・ガマ
- ブラジル全国選手権セリエA : 2000
- コパ・メルコスール : 2000

### 代表
ブラジル代表
- FIFAワールドカップ : 1994

### 個人
- ブラジル全国選手権セリエA得点王 : 1998